# Nabój 40 × 46 mm SR

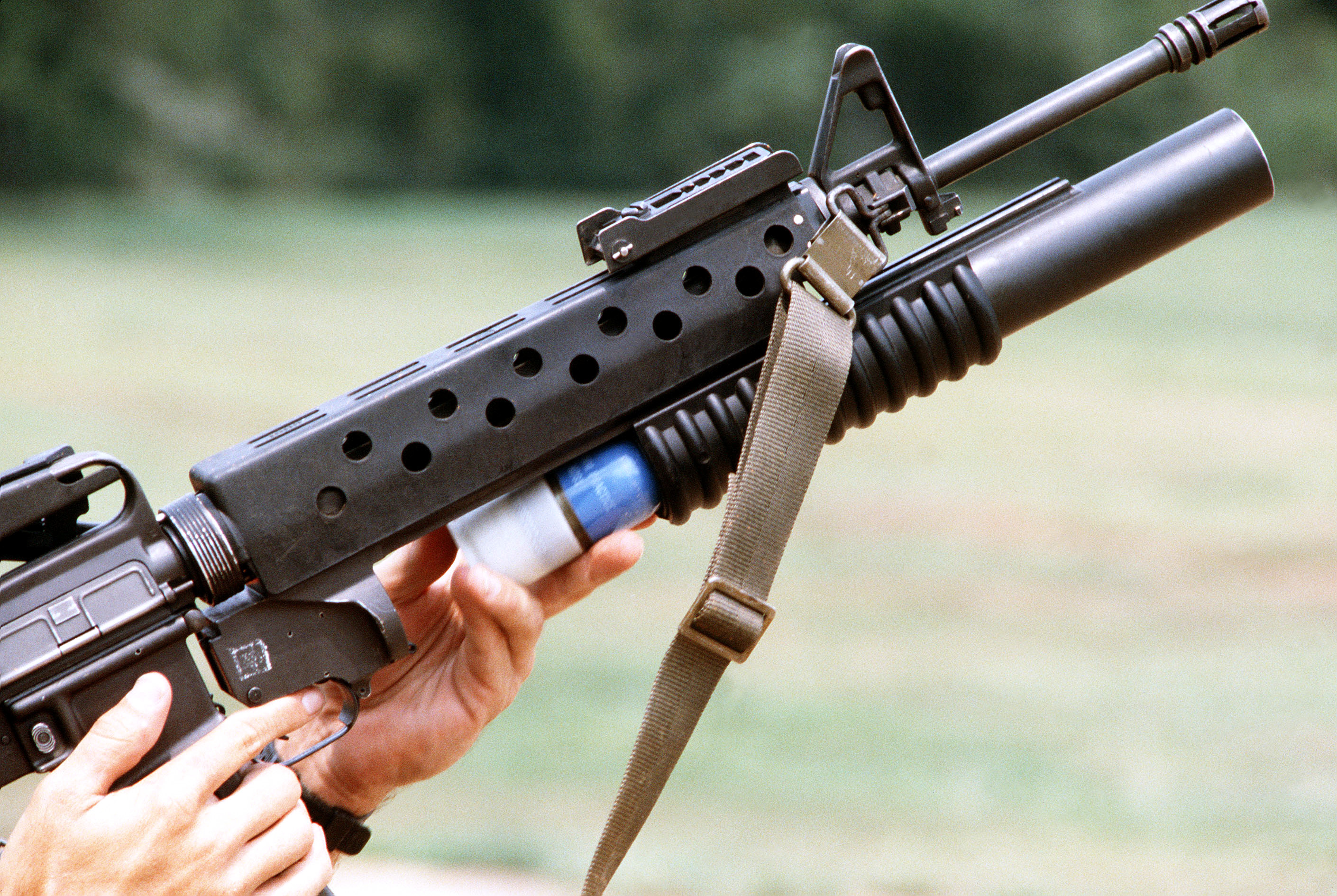
Ładownie granatnika M203, nabojem ćwiczebnym M781

Nabój 40 × 46 mm SR – amerykański nabój 40 mm przeznaczony do zasilania granatników.

## Historia
Podczas wojny koreańskiej okazało się, że Armia Stanów Zjednoczonych nie posiada broni zapewniającej skuteczne wsparcie na dystansach przekraczających zasięg rzutu granatem ręcznym a mniejszych niż bezpieczny dystans ognia artylerii. Tę rolę miały zapewniać granaty nasadkowe, ale okazało się, że są one co prawda skuteczne, ale ich celność jest niezadowalająca.
W 1952 rozpoczęto program „Niblick” mający na celu opracowanie nowego granatnika. Po serii analiz uznano, że najlepszy będzie granatnik z dwukomorowym układem miotającym. Jako pierwszy powstał nabój z granatem odłamkowo-burzącym (M381). W następnych latach powstawały kolejne wersje naboju z granatami o różnym przeznaczeniu. Z czasem nabój 40 × 46 mm SR stał się standardowym nabojem używanym w lekkich granatnikach armii NATO. Do końca lat 90. powstało ponad 50 wersji tego naboju produkowanych poza USA także w innych krajach, m.in. w Polsce (Zakłady Metalowe DEZAMET S.A.), Niemczech, Korei Południowej i Singapurze.
Polskie Zakłady Metalowe Dezamet S.A. z Nowej Dęby produkują amunicję bojową 40 × 46 mm LV NGO-N (nabój z pociskiem odłamkowym bez samolikwidacji) i NGO-N1 (nabój z pociskiem odłamkowym z samolikwidacją), amunicję treningową i ćwiczebną:
- NGB-N1 – nabój z pociskiem balistycznym,
- NGT-N1 – nabój treningowy,
- NGC1-40 – nabój ćwiczebny,
- NGC2-40 – nabój ćwiczebny ze smugaczem,
- NGC3-40 – nabój ćwiczebny – hukowy,
- NGM1-40 – nabój marker,
- NGM2-40 – nabój marker ze smugaczem,

oraz amunicję do działań taktycznych:
- NGOS-N – nabój oświetlający,
- NGD-N – nabój dymny,
- GDR-N – nabój dymny rozcalany,
- NGZ-N – nabój zapalający,
- NGPG-N – nabój obezwładniający,
- NGHB-N – hukowo-błyskowy,
- GK-N – nabój kulkowy.

W pierwszej połowie 2010 roku ZM Dezamet zaprezentowały również amunicję termobaryczną oznaczeniu NGTB.
Bułgarska firma Arsenal JSCo opracowała granaty: termobaryczny RLV-TB i przeciwnurkowy RLV-AD. Granat termobaryczny RLV-TB elaborowany jest 85 g mieszaniny termobarycznej TBC-2 i zaopatrzony w zapalnik uderzeniowo-czasowy AF41. Zasięg maksymalny strzału granatem wynosi 400 m.
Granat przeciwnurkowy RLV-AD (AD – Anti-Diver) zaopatrzony jest w zapalnik AF-44, który uruchamia się na głębokości 5 m pod wodą. Wybuch granatu może spowodować obrażenia śmiertelne w promieniu 15 m, a oszołomienie i dezorientację w promieniu 30 m.
W latach 2000–2009 opracowano również nowsze granaty o większej masie np. MEI HELLHOUND i o większej prędkości początkowej (około 125 m/s) i zasięgu do 800 m np. MEI MERCURY HEDP. Opracowano także amunicję oświetlającą (emitującą światło podczerwone) MEI Mercury Covert IR Marker, termobaryczną (paliwowo-powietrzną) np. MEI DRACO, obezwładniają czy nawet obserwacyjną z kamerą np. MEI HUNTIR.
Istnieją również naboje 40 × 53 mm przeznaczone do zasilania granatników automatycznych jak amerykański Mk 19 lub południowoafrykański Vektor Y3. Naboje 40 × 46 mm i 40 × 53 mm nie są wymienne.

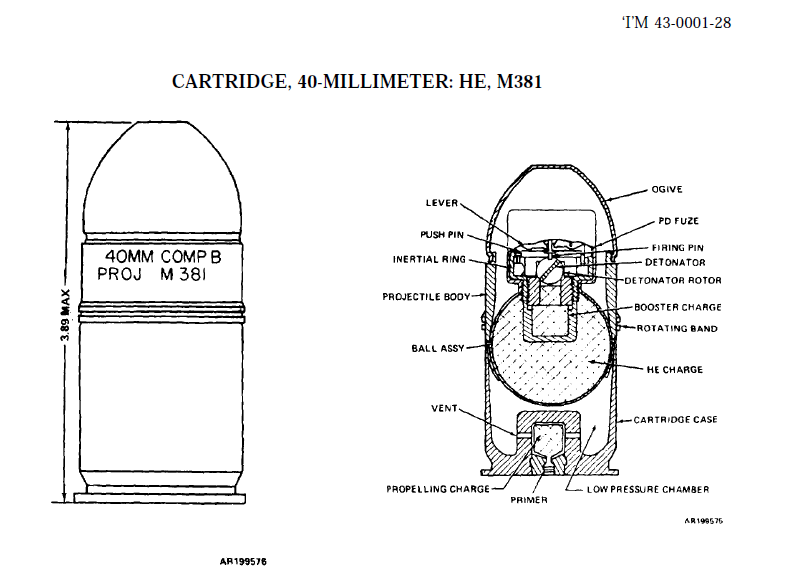
Wygląd zewnętrzny i przekrój naboju 40 × 46 mm

## Budowa
Nabój zbudowany z łuski i granatu. Łuska posiada dwukomorową budowę: komorę wysokiego ciśnienia i połączoną z nią kanalikami komorę niskiego ciśnienia. Ładunek miotający umieszczony jest w komorze wysokiego ciśnienia i tam też się spala po zainicjowaniu przez spłonkę. Sprężone gazy za pomocą kanalików przedostają się do komory niskiego ciśnienia i tam oddziałują na pocisk. Taka budowa naboju spowalnia rozpędzanie pocisku i oddziaływanie odrzutu na strzelca.
Pocisk – granat elaborowany materiałem wybuchowym A5 (będącym mieszaniną heksogenu i 1,5% wosku). Zapalnik uderzeniowy uzbraja się po przebyciu przez pocisk 10–25 metrów.

Naboje 40 × 46 mm

## Wersje
- M381[8], M406, M386, M441 – naboje z pociskami odłamkowo-burzącymi. Zawierają ok. 35 g materiału wybuchowego, otoczonego kulistą skorupą z karbowanego drutu. Po wybuchu skorupa rozpada się na ponad 300 odłamków skutecznie rażących cele żywe w promieniu 5 m,
- M433 HE – nabój z pociskiem przeciwpancerno-odłamkowym. Zapewnia przebicie pancerza o grubości do 51 mm i działanie odłamkowe podobne jak M441 (około 300 odłamków po ok. 0,15 g w promieniu 5 m),
- M397 – nabój z pociskiem odłamkowym-odskokowym. Granat po upadku na ziemię jest wyrzucany na wysokość ok. 1,5 m przez wybuch pomocniczego ładunku prochowego i dopiero wtedy następuje eksplozja głównego ładunku. Dzięki takiej zasadzie zwiększono skuteczność rażenia odłamków,
- M576 – nabój z pociskiem śrutowym. W wyniku wystrzału z lufy granatnika wyrzucane było 20 kul stalowych o łącznej masie 24 g. Naboje M576 zostały opracowane w czasie wojny wietnamskiej i służyły głównie do samoobrony,
- M583A1 – nabój z pociskiem oświetlającym na spadochronie. Po wystrzeleniu pocisk wznosił się na wysokość ok. 180 m. Następnie opadał na spadochronie, emitując przez 42 s światło białe o natężeniu 45 000 kandeli,
- M651A1 – nabój z granatem chemicznym elaborowanym gazem łzawiącym CS,
- M585 – nabój z pociskiem sygnalizacyjnym. Wystrzelony pocisk opada swobodnie przez ok. 7 s, świecąc białym światłem,
- M661 – nabój z pociskiem sygnalizacyjnym. Wystrzelony pocisk opada swobodnie przez ok. 7 s, świecąc światłem zielonym,
- M662 – nabój z pociskiem sygnalizacyjnym. Wystrzelony pocisk opada swobodnie przez ok. 7 s, świecąc światłem czerwonym,
- M713 – nabój z pociskiem dymnym (dym czerwony),
- M715 – nabój z pociskiem dymnym (dym zielony),
- M716 – nabój z pociskiem dymnym (dym żółty),
- M781 – nabój ćwiczebny,
- M992 IRIC[9] – nabój z pociskiem oświetlającym w podczerwieni opadający na spadochronie (Infrared Illumination Cartridge). Służy do oświetlania terenu światłem podczerwonym, zwiększa odległość detekcji i rozpoznania celów oraz zwiększa maksymalny zasięg urządzeń noktowizyjnych. Po wystrzeleniu pocisk wznosił się na wysokość ok. 180 m[10]. Następnie opada na spadochronie (7 m/s), emitując przez 35 s światło podczerwone, oświetlając okrąg o średnicy 160–230 m. Natężenie światła widzialnego poniżej 350 kandeli,
- M1060[4] – nabój z pociskiem termobarycznym (Multipurpose Thermobaric). Granat ten wyprodukowany w Picatinny Arsenal[11] w bardzo krótkim czasie 6 miesięcy w roku 2002. Aby w tak krótkim czasie zrealizować projekt posłużono się standardową łuską M195, w której osadzono zmodyfikowaną skorupę granatu oświetlającego M583. Granat elaborowany jest stałą mieszaniną termobaryczyną YJ-05 (produkcji Ensign-Bickford Industries, Inc z Waltham w stanie Massachusetts), a jako zapalnik posłużył standardowy zapalnik M550 (taki sam jak w pocisku M433 HE).

## Nabój 40 × 51 mm
Firma Ripple Effect – poprzednio Milkor opracowała nabój 40 × 51 mm Extended Range Low Pressure (ERLP), powiększając zasięg z 400 do 800 metrów. Do wystrzeliwania tych nabojów opracowano granatnik XRGL40 – nową wersję M32 MGL, w którym zachowano zgodność z nabojami 40 × 46 mm.

## Broń na nabój 40 × 46 mm
Naboje 40 × 46 mm są używane w jednostrzałowych granatnikach M79, M203, M320, AG36 i granatnikach rewolwerowych: polskim RGP-40 i południowoafrykańskim M32 MGL.